# 프란츠 레하르

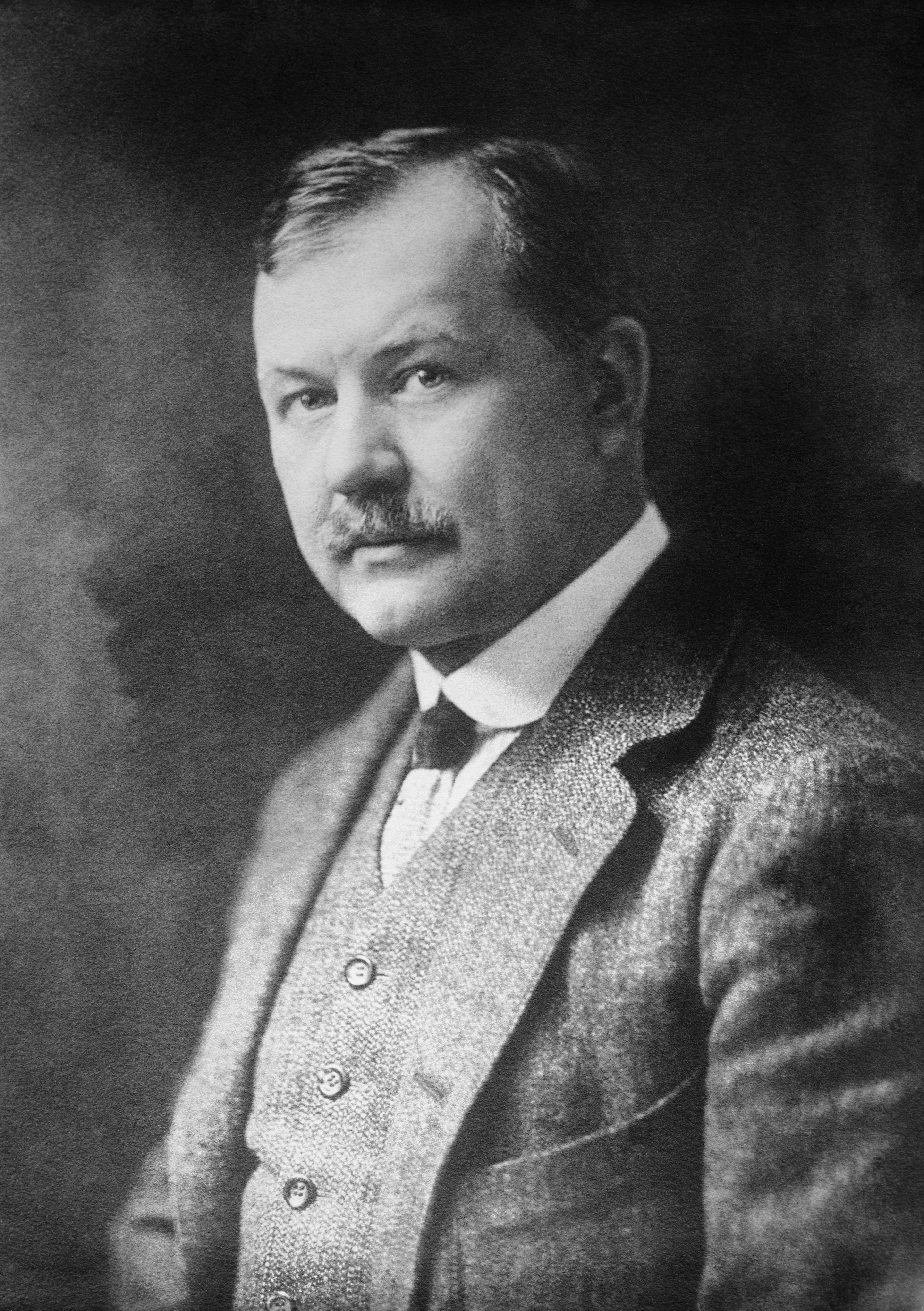
프란츠 레하르

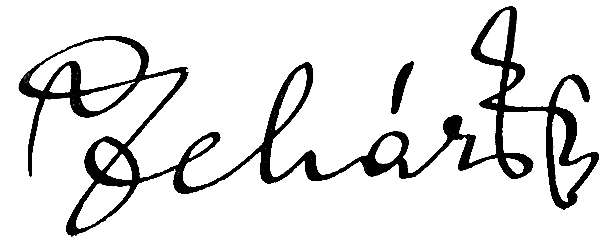
레하르의 서명

프란츠 레하르(Franz Lehar, 1870년 ~ 1948년)는 헝가리의 작곡가이다. 헝가리어 이름은 레하르 페렌츠(Lehár Ferenc)이다.
레하르는 오스트리아-헝가리 제국의 헝가리계 집안에서 태어났다. 오페레타 작곡으로 전향하여 <빈의 여인들>을 발표하고, 이것이 성공을 거두게 되자 이후 빈에 주거를 정하고 작곡에 전념하였다. 1905년의 <메리 위도>는 전례없는 호평을 받았다. 그 밖의 작품으로는 <룩셈부르크 백작>(1909), <집시의 사랑>(1910), <프라스키타>(1922), <파가니니>(1925), <미소의 나라>(1930), <쥬디타>(1933) 등이 있으며 요한 슈트라우스 이후에 가장 성공한 빈의 오페레타 작곡가로서 인기가 높다. <금과 은> 등의 왈츠와 가곡도 몇 편이 있다.

## 참고 문헌
- 이 문서에는 다음커뮤니케이션(현 카카오)에서 GFDL 또는 CC-SA 라이선스로 배포한 글로벌 세계대백과사전의 내용을 기초로 작성된 글이 포함되어 있습니다.